# Northway Village
Northway Village est une localité d'Alaska (CDP) aux États-Unis, appartenant à la Région de recensement de Southeast Fairbanks. Sa population était de 98 habitants en 2010.

## Situation - climat
Elle est située entre la rivière Nabesna et le lac Skate, à 14 km de la Route de l'Alaska, dans le Refuge faunique national de Tetlin.
Northway est composée de trois lieux : Northway où se trouve l'aéroport, Northway Junction et l'ancien village Northway Village.
Les températures extrêmes vont de −58 °C en hiver à 33 °C en été.

## Histoire
Les environs de Northway ont été peuplés par les Athabaskans qui trouvaient leur subsistance le long des rivières Tanana et Nabesna. Leur premier contact avec les populations non indigènes s'est produit en 1880 à la période où des comptoirs étaient établis tout au long du fleuve Yukon. La première poste a été ouverte en 1941. En 1942, le village a pris le nom de Northway pour honorer le chef du village, T'aiy Ta', qui avait pris le nom d'un capitaine qui voyageait entre la rivière Tanana et la rivière Nabesna au début du XXe siècle.
Le gouvernement tribal, l'école et le dispensaire, ainsi que certains services locaux fournissent la grande partie des emplois des habitants. L'économie locale est une économie de subsistance, chasse, pêche, cueillette et travaux artisanaux.

## Démographie
| 1980 | 1990 | 2000 | 2010 | - | - |
| ---- | ---- | ---- | ---- | - | - |
| 112  | 113  | 107  | 98   | - | - |